# Heterosuchus
Heterosuchus is een geslacht van uitgestorven Crocodylomorpha, dat een eusuchiër kan zijn geweest. 
Het is alleen bekend van halswervels en ruggenwervels die zijn teruggevonden in rotsen uit het Vroeg-Krijt van de Hastings Beds (Wealden Group) van Hastings, Sussex. Deze wervels zijn procoel (kogelgewricht met de holte aan de voorkant en de bal aan de achterkant van individuele wervels), wat een eigenschap is van eusuchiërs. Heterosuchus werd beschreven in 1887 door Harry Govier Seeley, met Heterosuchus valdensis als typesoort. De geslachtsnaam betekent 'andere krokodil'. De soortaanduiding verwijst naar de herkomst uit de Waelden.
Het holotype is BMNH 36555, een reeks van twaalf wervels met daaraan mogelijke fragmenten van een schedel verbonden. Ze bevinden zich opgerold in een knol van tien centimeter doorsnee. Het stuk was gevonden in de Hastings Sands. Het werd verworven door Gideon Algernon Mantell en na diens dood verkocht aan het British Museum.
Het kan hetzelfde geslacht zijn als de iets jongere Hylaeochampsa, waarvan wordt aangenomen dat het van vergelijkbare evolutionaire graad is, maar er is geen overlappend materiaal omdat Hylaeochampsa alleen bekend is van een gedeeltelijke schedel; Hylaeochampsa zou in dat geval de naam zijn die voor beide moet worden gebruikt, omdat het de oudere naam is, bedacht in 1874. Vanwege het schaarse materiaal en het schijnbare gebrek aan onderscheidende kenmerken, beschouwden James Clark en Mark Norell (1992) Heterosuchus als een nomen dubium.